# Paweł Małek
Paweł Małek (ur. 11 maja 1933 w Wał-Rudzie, zm. 25 stycznia 2019) – polski strzelec sportowy, żołnierz, olimpijczyk z Meksyku 1968.
Zawodnik reprezentujący Grunwald Poznań w latach 1963–1982. Specjalista w strzelaniu z pistoletu. Mistrz Polski w strzelaniu z pistoletu wojskowego 25 metrów w latach 1967, 1970, 1974 oraz z pistoletu dowolnego w roku 1974.
Brązowy medalista mistrzostw świata w roku 1970 w konkurencji pistoletu dowolnego 60 strzałów drużynowo.
Dwukrotny mistrz Europy w strzelaniu z pistoletu pneumatycznego 40 strzałów indywidualny w roku 1974 i drużynowy w roku 1971. Ponadto zdobywca dwóch srebrnych medali (1974, 1976) i dwóch brązowych (1973, 1975) w mistrzostwach Europy w strzelaniu z pistoletu pneumatycznego 40 strzałów w drużynie.
Na igrzyskach olimpijskich w 1968 roku zajął 5. miejsce w strzelaniu z pistoletu dowolnego 50 metrów.